# 涅槃變相碑
涅槃變相碑是唐代武周时期碑刻，中华人民共和国国家一级文物，禁止出境展览文物之一。原為山西省临猗县大云寺遗物。廟宇早毁，石碑于1957年移至山西省博物馆（太原重阳宫碑廊，今属山西省艺术博物馆）收藏。此碑意在表现佛祖涅槃变相前后的情景与佛陀讲法度人故事，构图紧凑，雕工细致，颇具隋唐时期雕刻的圆润华丽之风。

## 形制和內容
碑通高302厘米，宽87厘米，厚25厘米。碑为螭首、龟趺，碑额雕刻众神将护持之须弥山，题铭天授二年（691年）。正面刻畫涅槃故事六图，上部分雕纳棺、临终遗戒、荼毗、送葬四图；碑额部雕众弟子将之护持须弥山；下部为难陀供养图；背面雕为母说法、焚棺和双足显圣、天界起塔等图；下层刻有施主姓名。